# Давыденко, Антон Корнеевич
Антон Корнеевич Давыденко (4 (17) января 1908 года — 15 марта 1992) — майор Советской Армии, участник Великой Отечественной войны, Герой Советского Союза (1945).

## Биография
Антон Давыденко родился 4 (17) января 1908 года в слободе Кременная (ныне — город в Луганской области Украины) в рабочей семье. С 1930 года проживал в Сталинской (ныне — Донецкой) области Украинской ССР, окончил Славянский педагогический техникум. В 1933—1935 годах служил в Рабоче-крестьянской Красной Армии. Демобилизовавшись, работал инструктором Макеевского горкома ВЛКСМ, затем директором детского дома в Славянске. В 1938 году Давыденко повторно был призван в армию. Участвовал в Польском походе РККА и советско-финской войне. С начала Великой Отечественной войны — на её фронтах. Окончил курсы усовершенствования командного состава. К апрелю 1945 года гвардии майор Антон Давыденко командовал мотострелковым батальоном 23-й гвардейской мотострелковой бригады 7-го гвардейского танкового корпуса 3-й гвардейской танковой армии 1-го Украинского фронта. Отличился во время штурма Берлина.
24 апреля 1945 года батальон Давыденко переправился через канал Тельтов, захватил плацдарм и удержал его до подхода подкреплений, отбив несколько вражеских контратак.
Указом Президиума Верховного Совета СССР от 27 июня 1945 года за «образцовое выполнение боевых заданий командования на фронте борьбы с немецкими захватчиками и проявленные при этом мужество и героизм» гвардии майор Антон Давыденко был удостоен высокого звания Героя Советского Союза с вручением ордена Ленина и медали «Золотая Звезда» за номером 6547.
В 1946 году Давыденко был уволен в запас. Проживал в Славянске, занимался общественной деятельностью. Скончался 15 марта 1992 года.
Был также награждён тремя орденами Красного Знамени, орденами Отечественной войны 1-й и 2-й степеней, орденом Красной Звезды, рядом медалей. Почётный гражданин города Василькова Киевской области.